# Al-Qadsiah Football Club
Pour les articles homonymes, voir Al-Qadisiya.
Maillots
Actualités
Le Al-Qadisiyah Football Club (en arabe : نادي القادسية السعودي لكرة القدم), plus couramment abrégé en Al-Qadisiyah, est un club saoudien de football professionnel fondé en 1967 et basé dans la ville de Khobar.

## Palmarès
| Compétitions nationales | Compétitions internationales |
| --- | --- |
| - Championnat d'Arabie saoudite D2 (4) : - Champion : 2001-02, 2008-09, 2014-15 et 2023-24. - Coupe d'Arabie saoudite (1) : - Vainqueur : 1991-92. - Coupe du Prince Faisal Bin Fahad (Coupe de la Fédération) (1) : - Vainqueur : 1993-94. | - Coupe d'Asie des vainqueurs de coupe (1) : - Vainqueur : 1994. - Coupe arabe des vainqueurs de coupe : - Finaliste : 1992-93. |

## Personnalités du club

### Anciens entraîneurs
- Ján Pivarník
- Ammar Souayah
- Youssef Zouaoui